# 小行星27765
小行星27765（27765 Brockhaus）是一颗绕太阳运转的小行星，为主小行星带小行星。该小行星于1991年9月10日发现。

## 轨道参数
小行星27765的轨道半长轴为2.2829505 UA，离心率为0.128。